# 마들렌 폴리아크
마들렌 잔 마리 폴리아크(프랑스어: Madeleine Jeanne Marie Pauliac: 1912년 9월 17일-1946년 2월 13일)는 프랑스의 의사, 레지스탕스다.
아키텐 지방에 위치한 빌뇌브쉬르로트에서 태어났다. 부친은 1916년 베르됭 전투에서 죽었다. 뇌척수염을 설파미드 요법으로 치료하는 내용의 논문으로 학위를 받고 27세에 파리에서 의사가 되었다. 제2차 세계대전 때는 레지스탕스에 들어가서 지하조직에 보급품을 조달했다.
1945년 초, 프랑스군 의무위관 자격으로 주러시아 대사 조르주 카트루 장군을 따라 모스크바로 갔다. 동년 4월 19일 바르샤바의 병원장으로 임명되어 프랑스 적십자 대표자로서 구호임무를 수행했다.
1946년 바르샤바 근교 소하체프에서 교통사고로 사망.  고향 빌뇌브의 생테티엔 묘지에 안장되었고 레지옹 도뇌르 기사장이 추서되었다.